# Alfred Georges Naqqache
Alfred Georges Naqqache (arab. ألفرد جورج النقاش, ur. 1887, zm. 1978) – libański polityk, prezydent Libanu od 9 kwietnia 1941 do 18 marca 1943, premier od 7 kwietnia do 26 listopada 1941. W latach 1953–1955 pełnił funkcję ministra spraw zagranicznych.